# Testy statyczne
Testy statyczne – forma testowania oprogramowania bez uruchamiania programu podczas testów. Test polega na automatycznym i ręcznym sprawdzaniu kodu w celu znalezienia błędów. Najczęściej wykonywany jest przez twórców kodu jako pierwsze i podstawowe sprawdzenie każdego programu. Testowanie statyczne sprawdza podstawową poprawność kodu i pozwala ocenić, czy program jest gotowy na bardziej szczegółowe testowanie.
W testowaniu statycznym można wyróżnić podstawową analizę kodu i precyzyjne wyszukiwanie typowych błędów.

## Analiza kodu
Analiza kodu polega na badaniu kodu poprzez czytanie i wyszukiwanie w składni błędów takich jak niezakończone pętle, złe odwołania do pamięci czy też niezainicjowane zmienne. Współcześnie dla wielu języków programowania występują narzędzia programistyczne wyszukujące i zaznaczające tego typu błędy w trakcie pisania lub przed kompilacją kodu. Tego typu narzędzia mają czasem w swojej nazwie jako komponent wyraz Lint - na cześć programu wchodzącego w skład kompilatora C zamieszczonego w wersji 7 systemu UNIX wypuszczonej w 1979 roku.

## Wyszukiwanie typowych błędów
Wyszukiwanie typowych błędów jest najczęściej dokonywane przez programistów poprzez dokładne czytanie ze zrozumieniem całego kodu programu w celu wykrycia typowych błędów, które nie są wykrywane przez narzędzia programistyczne, natomiast mogą doprowadzić do błędnych wykonań w programie. Przykładowymi takimi błędami są odwołania do pozycji o wartości przekraczającej zakres tablicy. Wyszukiwanie typowych błędów, często mało doceniane jako metoda testowania, potrafi mieć znaczący wpływ na skuteczność procesu testowania poprzez wczesne wykrycie skomplikowanych błędów u źródła.